# Jane Withers
Jane Withers (Atlanta, 12 de abril de 1926 – Burbank, 7 de agosto de 2021) foi uma atriz estadunidense. Aos 8 anos ela ganhou um papel no filme Olhos Encantadores, da Fox (1934), e seu primeiro sucesso no cinema foi em A Travessa (1935).

## Vida pessoal

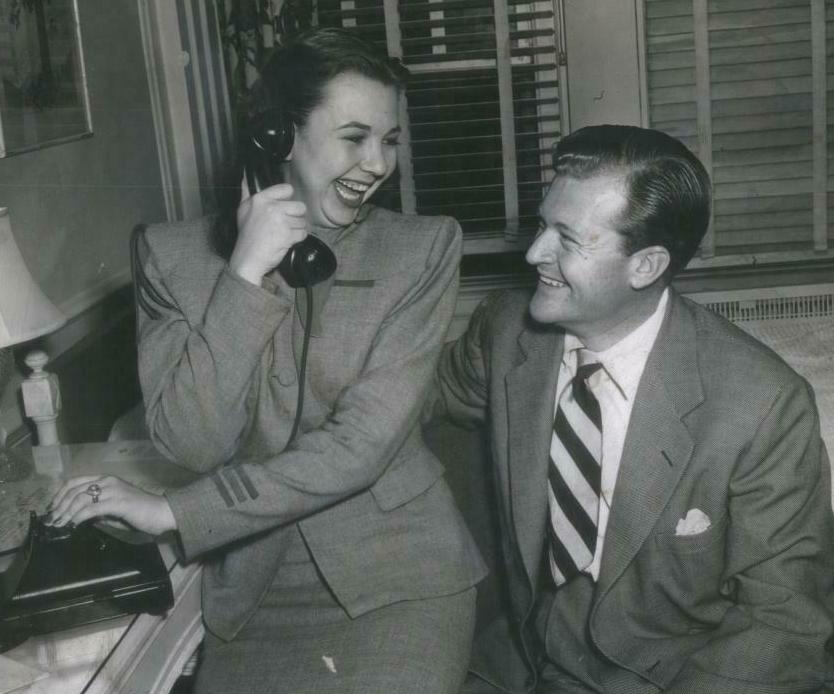
Press photo of Jane Withers and Bill Moss, 1947

Withers se casou com o produtor de filmes William Moss em 20 de setembro de 1947. Eles se divorciaram em 1955, e mais tarde ela se casou com o cantor Kenneth Errair, do Four Freshmen. Em junho de 1968, Errair morreu em um acidente de avião perto de Bass Lake, Califórnia.
Withers morreu em 7 de agosto de 2021, aos 95 anos de idade, em Burbank.